# Hamilton Hall
El Hamilton Hall és un edifici acadèmic del campus de Morningside Heights de la Universitat de Colúmbia. Es troba a College Walk (West 116th Street) al 1130 d'Amsterdam Avenue de Manhattan, Nova York, i serveix com a seu del Columbia College.
Va ser construït entre els anys 1905 i 1907. Va ser dissenyat per l'estudi d'arquitectura McKim, Mead & White a l'estil neoclàssic. L'edifici formava part del pla director original de l'empresa per al campus. L'edifici va ser regal de John Stewart Kennedy, un antic administrador del Columbia College, i porta el nom d'Alexander Hamilton, que va assistir al King's College, el nom original de la Universitat de Colúmbia. Hi ha una estàtua de Hamilton de William Ordway Partridge fora de l'entrada de l'edifici. El Hamilton Hall és la ubicació de les oficines administratives del Columbia College.

## Història
El Hamilton Hall original es va construir l'any 1878 a l'estil neogòtic i es trobava a l'avinguda Madison entre els carrers 49 i 50 de l'antic campus de Midtown de la universitat. Tenia cinc pisos d'alçada i una torreta elaborada a la cantonada nord-oest. La propietat de l'antic campus de Midtown de Columbia es va vendre el 1898. L'escola de Berkeley es va traslladar de West 44th Street per ocupar la meitat sud del Hamilton Hall, on va romandre fins al 1902 quan la propietat es va vendre i l'escola es va traslladar a un nou lloc a l'Upper West Side.

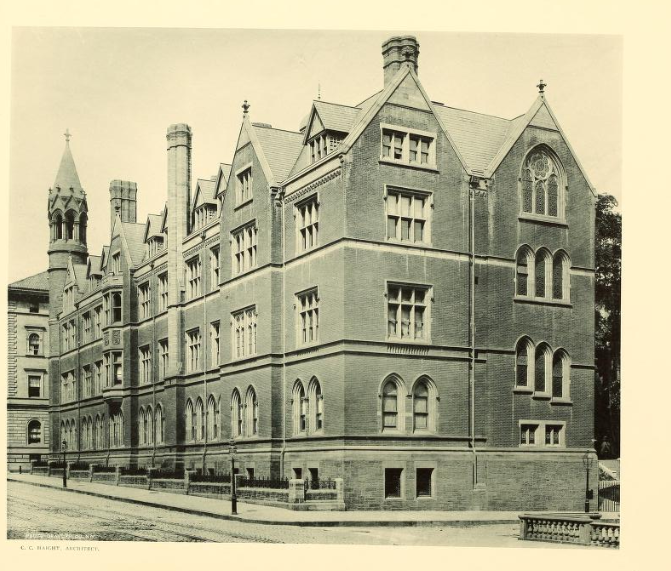
L'antic Hamilton Hall el 1886.

Quan Columbia es va convertir en una universitat i es va traslladar a Morningside Heights a la dècada de 1890, originalment no hi havia plans per a la zona al sud del carrer 116, on ara es troba el Hamilton Hall, ni per a cap instal·lació dedicada a la universitat. No obstant això, els defensors de la universitat van perseverar i la primera pedra del nou Hamilton Hall es va col·locar el 1905. L'edifici va ser dissenyat per l'empresa McKim, Mead i White en estil neoclàssic, d'acord amb la resta del campus universitari. L'edifici es va acabar el 1907.

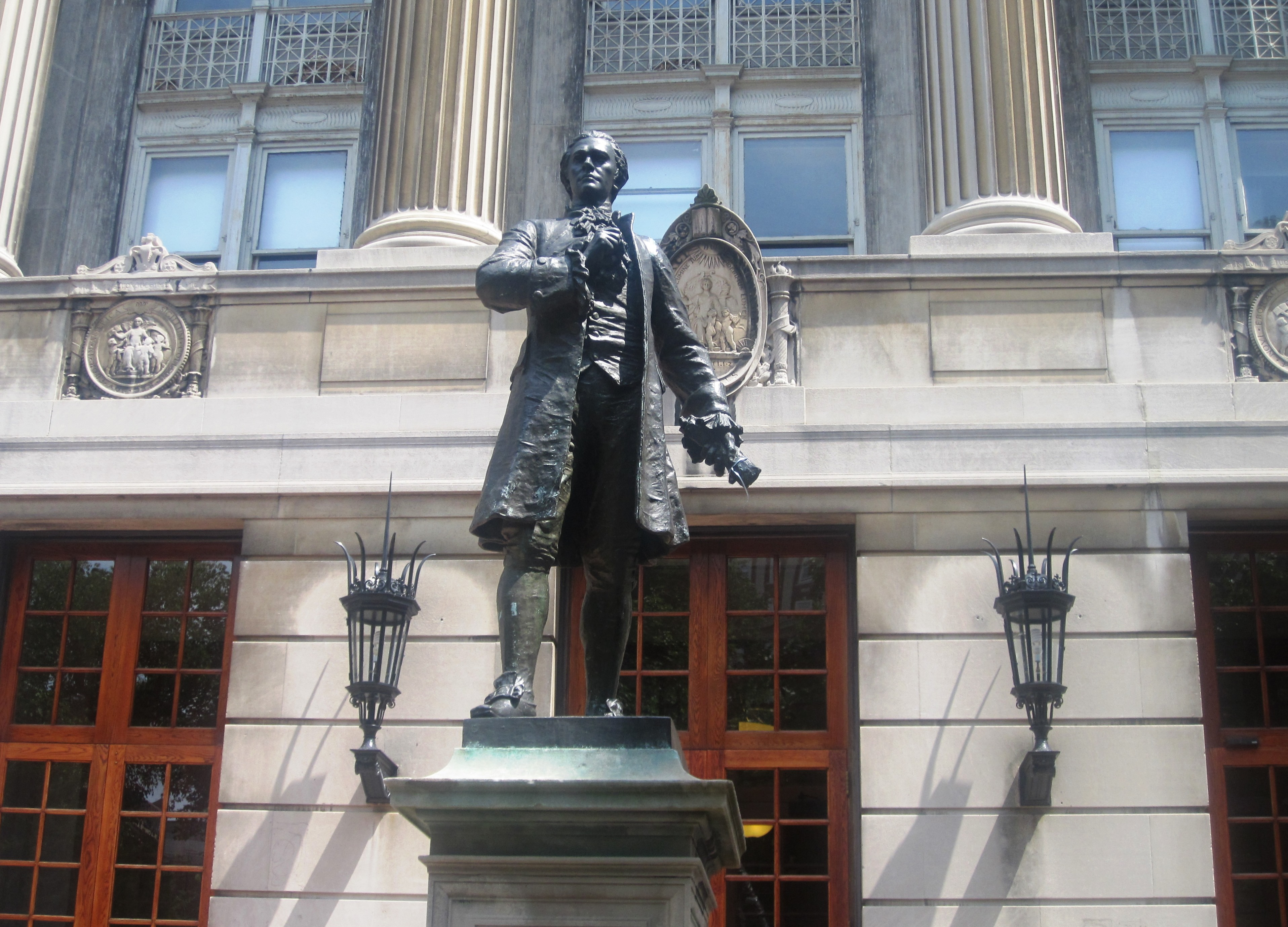
L'estàtua de Hamilton a l'entrada de l'edifici.

El Hamilton Hall ha sofert àmplies renovacions per restaurar molts dels seus detalls històrics. Dos vitralls que representen Sòfocles i Virgili, regals de la classe de 1885 i 1891, respectivament, es van instal·lar al vestíbul del Hamilton Hall l'any 2003, després d'haver estat emmagatzemat durant gairebé 60 anys. L'edifici allotja moltes de les classes del currículum bàsic del Columbia College.

## Protestes
A partir de la segona meitat del segle xx, el Hamilton Hall va ser ocupat diverses vegades en el curs de l'activisme estudiantil a la Universitat de Colúmbia, el més famós durant les protestes d'abril de 1968. En el transcurs d'aquesta protesta, un grup multirracial es va atrinxerar per primera vegada a l'interior de l'edifici, empresonant el degà en funcions Henry S. Coleman al seu despatx. Els estudiants negres van canviar el nom de l'edifici pel de "Malcolm X Liberation College" i finalment van demanar als estudiants blancs que marxessin, el que va provocar la presa de possessió per part d'aquests últims d'altres edificis universitaris. Després del final violent de les protestes aquell mateix abril, el Hamilton Hall va ser el lloc que es va desallotjar més pacíficament, tot i que va ser reocupat breument més tard aquell any.
L'edifici va ser també el lloc d'una gran vaga estudiantil amb atrinxerament el 1985 per exigir la desinversió universitaria de Sud-àfrica, que estava sota el sistema d'apartheid en aquell moment. Durant la vaga de 1985, l'edifici va ser rebatejat amb el nom de "Mandela Hall" pels estudiants ocupants.
L'abril de 2024, un grup d'activistes format per estudiants, treballadors i persones alienes no afiliades a l'escola que havien estat participant en una acampada per protestar per la invasió israeliana de la Franja de Gaza va ocupar l'edifici. Durant l'ocupació, els manifestants van desplegar una gran pancarta i van rebateja-lo amb el nom de "Hind's Hall" en referència a Hind Rajab, una nena palestina de sis anys assassinada per les Forces de Defensa d'Israel. El departament de policia de Nova York va desallotjar per la força el Hamilton Hall la nit del 30 d'abril de 2024.